# 新普羅維登斯 (愛荷華州)
新普羅維登斯（英語：New Providence）是一個位於美國愛荷華州哈丁縣的城市。

## 地理
新普羅維登斯的座標為42°16′55″N 93°10′15″W / 42.28194°N 93.17083°W，而該地的平均海拔高度為344米（即1129英尺）。

## 人口
根據2010年美國人口普查的數據，新普羅維登斯的面積為2.62平方千米，當中陸地面積為2.62平方千米，而水域面積為0.00平方千米。當地共有人口228人，而人口密度為每平方千米87人。